# Pierre
Pierre (wymowa: /ˈpɪər/) – miasto w Stanach Zjednoczonych, stolica stanu Dakota Południowa (od 1889), położona w środkowej części stanu, nad wschodnim brzegiem rzeki Missouri. Według spisu w 2020 roku liczy 14,1 tys. mieszkańców i jest 9. co do wielkości miastem Dakoty Południowej.
Jest to ośrodek handlowy rozległego regionu rolniczego. Około 10 km na północ od miasta, w górę rzeki Missouri, znajduje się zapora wodna Oahe, tworząca rozległy zbiornik retencyjny Oahe. W mieście rozwinął się przemysł spożywczy.
Z Pierre pochodzi John Thune, amerykański polityk, senator ze stanu Dakota Południowa.

## Lotnisko
- Port lotniczy Pierre